# بيتر بوغداني
بيتر بوغداني (بالألبانية: Pjetër Bogdani) أو بيترو بوغدانو (بالإيطالية: Pietro Bogdano)‏ (حوالي 1630 - ديسمبر 1689)، هو شاعر وكاتب وكاهن ألباني.

## إرث

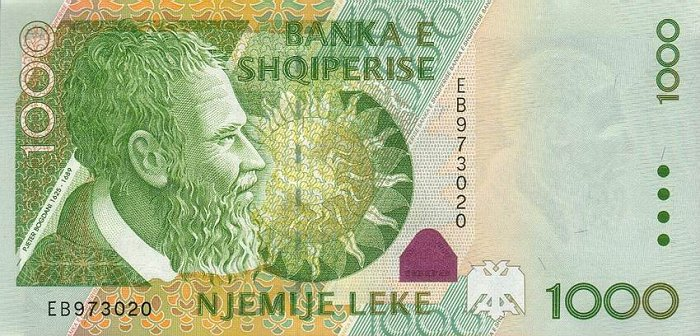
1000 ليك ألباني

توجد صُورة بييتر بوغداني على وجه الأوراق المالية من فئة 1000 ليك ألباني الصادرة منذ عام 1996. 